# Pavlopetri
 (janvier 2020).
Si vous disposez d'ouvrages ou d'articles de référence ou si vous connaissez des sites web de qualité traitant du thème abordé ici, merci de compléter l'article en donnant les références utiles à sa vérifiabilité et en les liant à la section « Notes et références ».
Pavlopétri (grec moderne : Παυλοπέτρι) est le nom (d'après l'îlot le plus proche) du site archéologique en grande partie submergé d'une cité portuaire de l'Âge du bronze située en Grèce, au sud du Péloponnèse, sur la côte ionienne. Le nom de cette cité est inconnu, en raison de l'absence de documents et d'inscriptions, mais ce sont les plus anciens vestiges archéologiques connus d'une ville submergée, les premières traces d'occupation datant d'environ 5 000 ans avant le présent. Le site est remarquablement conservé, permettant de reconstituer le plan presque complet de la ville avec rues, bâtiments de plusieurs pièces et tombeaux de la période mycénienne. Des éléments en céramique témoignent d'une activité plus ancienne (matériel transitionnel entre le Néolithique et l'Âge du bronze, puis période minoenne).

## Situation géographique
Pavlopetri est située à l'extrême sud-est du Péloponnèse, dans la région de la Laconie, au lieu-dit Pounta (grec moderne : Πούντα), proche du village de Viglafia, sur la côte ouest de la péninsule du Cap Malée, face à l'île de Cythère et à l'extrémité occidentale de la Crète. Les vestiges sous-marins, par deux à quatre mètres de fond, se situent à proximité du rivage de la baie de Voies (ou baie de Vatika ou encore de Néapoli), au plus près de la petite île d'Élaphonèse. À l'exception de l'îlet éponyme situé à environ 50 mètres de la côte, le site est immergé.
La submersion de Pavlopetri est liée à la subsidence du substrat terrestre à la suite de plusieurs mouvements tectoniques identifiés par les traces de trois anciennes positions de la ligne de côte (grès de plage fossile). On pense que ces décalages se sont produits lors de séismes, fréquents dans la région. Le premier d'entre eux étant intervenu environ 1 000 ans avant notre ère, il est possible, à propos de cette cité engloutie, d'évoquer le mythe de l'Atlantide rapporté par Platon. En raison de sa submersion, le site fut abandonné vers le VIIIe siècle av. J.-C., au cours des « siècles obscurs ».

## Historique
Les vestiges de Pavlopetri ont été découverts en 1967 par l'archéologue Nicholas Flemming mais n'ont été explorés qu'en 2009. En 1967 ont été trouvés des bâtiments séparés, des rues, des routes, deux tombeaux et près de 40 cistes, datant de la période mycénienne (1680 à 1180 av. J.-C.).

## Description
Les plongeurs ont découvert en 2009 des objets en céramique datant du Néolithique, ce qui démontre que Pavlopetri fut occupée dès le IVe millénaire av. J.-C., bien avant la période dite mycénienne à la fin de l'Âge du bronze, mais le développement du port semble en rapport avec la civilisation minoenne (époque palatiale), selon les correspondances de style des objets découverts et des traces de constructions. Lors des campagnes de fouille de 2009, 2010 et 2011, de nouveaux bâtiments, un mégaron et un pilier de crypte ont été identifiés. Le professeur Henderson et son équipe ont pu réaliser une cartographie numérique du site, grâce à un scanner acoustique mis en œuvre par l'université de Sydney, et proposer une restitution infographique 3D du site.
Plusieurs tombes sont creusées dans la roche près du site, et des coffres-sépultures sous des maisons, contenant le plus souvent des restes d'enfants, ont été découverts. Certaines des tombes hypogées sont encore hors de l'eau : elles se trouvaient en hauteur par rapport à la localité.
Jon Henderson, de l’Université de Nottingham déclare en 2009 : « Il ne fait plus aucun doute qu’il s’agit de la plus ancienne ville submergée du monde. Il existe des sites engloutis plus anciens dans le monde, mais aucun ne peut être considéré comme une ville planifiée comme celle-ci… c’est pourquoi elle est si unique ».

## Protection
Le site de Pavlopetri fait partie de l'héritage culturel subaquatique tel que défini par l'UNESCO dans la Convention sur la protection du patrimoine culturel subaquatique. Toutes traces d'existence humaine submergées depuis cent ans ou plus, sont protégées par cette convention qui permet aux États signataires de préserver leur patrimoine culturel subaquatique via un système juridique international.

### Filmographie
- [vidéo] « Pavlopetri, les secrets d'une cité engloutie », Sam Mortimore (réalisateur) sur France 5, 2021, 52 min, Angleterre, Windfall Films / Discovery Networks Europe / Science Channel / France Télévisions (consulté le 15 mai 2025)
- (en) City Beneath the Waves: Pavlopetri, documentaire réalisé par Paul Olding, BBC Two, 60 minutes, 2011.
- (en) Legends of Atlantis, dans la série Trésors sous les mers (Drain the Oceans), saison 2, épisode 5, produit par Electric Pictures et Mallinson Sadler Productions, distribué par National Geographic, première diffusion aux États-Unis le 25 juin 2018.